# バーデンバーデン競馬場
バーデンバーデン競馬場（バーデンバーデンけいばじょう、独: Rennplatz Iffezheim）は、ドイツバーデン＝ヴュルテンベルク州のバーデン・バーデン市郊外イフェツハイムにある、平地競走と障害競走、スティープルチェイスを開催する競馬場。立地から「イフェツハイム競馬場」とも呼ばれる。バーデン大賞を開催していることでも知られる。

## 概要と歴史
温泉保養地として知られるバーデン・バーデンへの外国人観光客誘致を目的として建造されたもので、1858年に初の開催が行われた。バーデン大賞も同年から開催されている。
バーデンバーデン競馬の開催時期は、かつては8月下旬の「グレートフェスティバルウィーク」のみであった。その後、5月中旬に「スプリングウィーク」が行われるようになり、2004年からは10月中旬の「セールスアンドレーシングフェスティバル」が追加されている。
福島競馬場と提携しており、交換競走としてJRAトロフィーという競走を開催しており、福島競馬場では7月開催において「バーデンバーデンカップ」を開催している。以前は4週間の福島7月開催の第3週日曜日に芝1200mのオープン特別として行われていたが、京都競馬場の改築に伴う開催日割変更で一時的に4月開催へ移設した際に距離設定をそのままに3勝クラスの条件特別に降格。再び7月開催に戻った2022年以降は第3週土曜日のメインレースとして芝1200m・3勝クラスとして行われていたが、2025年は距離が変更され、芝2000mのレースとして開催される。

## コース

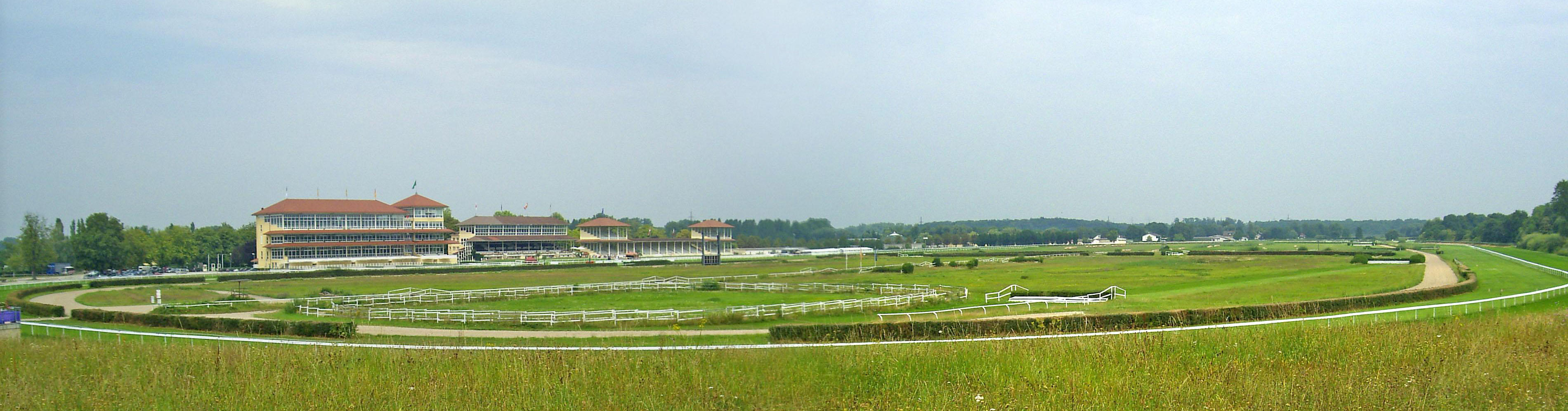
コース南側からの眺め

平地競走は全て芝コース、左回り。メインとなる周回コースは1周2,000メートル。最後の直線は約500メートル。

## 主な競走
- バーデン大賞 (G1)
- メルセデスベンツ大賞 (G2)
- ゴルデネパイチェ (G2)
- ベティバークレイレネン (G3)
- バーデナーマイレ (G3)
- ベナツェットレネン (G3)
- エッティンゲンレネン (G3)
- フュルシュテンベルクレネン (G3)
- モーリス・ラクロワトロフィー (G3)
- バーデナースプリントカップ (G3)
- シュパルカッセン・フィナンツグルッペ賞 (G3)